# Saltvikholmen
Saltvikholmen är en ö i Finland. Den ligger i Finska viken och i kommunen Borgå i den ekonomiska regionen  Borgå i landskapet Nyland, i den södra delen av landet. Ön ligger omkring 56 kilometer öster om Helsingfors.
Öns area är 1,5 hektar och dess största längd är 250 meter i öst-västlig riktning.